# دوغوش (الريف الشرقي)
دوغوش (بالفارسية: دوگوش) هي منطقة سكنية تقع في إيران في قسم الريف الشرقي الريفي.